# Sankt Bernhard-Frauenhofen
Sankt Bernhard-Frauenhofen là một thị trấn ở huyện Horn trong bang Niederösterreich ở nước Áo. Đô thị này có diện tích 29,47 km², dân số năm 2001 là 1289 người. 

## Các khu phố (Katastralgemeinden)
- Frauenhofen
- Groß Burgstall
- Grünberg
- Poigen
- St. Bernhard
- Strögen